# Saransk
Saransk (mokxa: Саранск ошсь, Saransk oš; erzya: Саран ош, Saran oš; rus: Саранск) és una ciutat russa capital de la República de Mordòvia. Està situada a 513 km a l'est de Moscou.

## Història
La vila fou fundada el 1641 amb un objectiu de servir com a fortalesa a la frontera sud-est de l'Imperi Rus. Durant l'època soviètica fou la capital de la República Socialista Soviètica Autònoma de Mordòvia. Als anys 1960-1970 el nucli antic fou reconstruït pels enginyers soviètics que hi crearen tot de bulevards i grans barris residencials.